# Słowa prawdy
Słowa prawdy – debiutancki album studyjny polskiego zespołu hip-hopowego Najlepszy Przekaz w Mieście. Wydawnictwo ukazało się 23 października 2012 roku nakładem wytwórni muzycznej Konkol Music w dystrybucji EMI Music Poland.
Materiał był promowany teledyskami do utworów "Wyciągamy dzieci z bramy", "Nic o mnie nie wiesz" oraz "Zobacz wybierz słuchaj".

## Lista utworów
Opracowano na podstawie materiału źródłowego.
1. "Intro"
2. "Najbliżsi ranią mocniej"
3. "Ballada o śmierci"
4. "Mój stary rap"
5. "Wyciągamy dzieci z bramy" (gościnnie: DPW)
6. "Nigdy więcej"
7. "Najlepszy przekaz w mieście"
8. "Latarnie"
9. "Droga którą idę"
10. "Bitwa pod Mławą"
11. "Po raz setny"
12. "Zobacz, wybierz, słuchaj" (gościnnie: Alexandra)
13. "Kołysanka" (utwór dodatkowy)